# Wernstein am Inn
Wernstein am Inn är en ort och kommun i Österrike. Den ligger i distriktet Schärding i förbundslandet Oberösterreich, 220 kilometer väster om huvudstaden Wien. Kommunen gränsar i väster mot floden Inn som här utgör gräns mot Bayern i Tyskland.
Kommunen består av 18 orter (Ortschaften) (inom parentes invånarantal 1 januari 2024):

- Amelreiching (115)
- Edt (11)
- Entholz (20)
- Grub (25)
- Göpping (78)
- Hofötz (21)
- Kinham (47)
- Linden (49)
- Lindenberg (5)
- Rutzenberg (12)
- Sachsenberg (129)
- Schafberg (58)
- Stöbichen (37)
- Wernstein am Inn (599)
- Wibling (54)
- Wimberg (50)
- Zwickledt (202)
- Öhret (42)